# كريس مولر
كريس مولر (بالإنجليزية: Chris Mueller)‏ (29 أغسطس 1996 في الولايات المتحدة - ) هو لاعب كرة قدم أمريكي في مركز الهجوم. لعب مع أورلاندو سيتي.

## وصلات خارجية
- كريس مولر على موقع الدوري الأمريكي (الإنجليزية)
- كريس مولر على موقع قاعدة بيانات كرة القدم.إي يو (الإنجليزية)
- كريس مولر على موقع ناشيونال فوتبول تيمز (الإنجليزية)
- كريس مولر على موقع Soccerbase.com (لاعب) (الإنجليزية)
- كريس مولر على موقع Soccerway.com (الإنجليزية)
- كريس مولر على موقع عالم كرة القدم.نت (الإنجليزية)